# Rouwstekelstaart
De rouwstekelstaart (Synallaxis moesta) is een zangvogel uit de familie Furnariidae (ovenvogels).

## Verspreiding en leefgebied
Deze soort komt voor van centraal Colombia tot noordoostelijk Peru en telt drie ondersoorten:
- S. m. brunneicaudalis: zuidoostelijk Colombia, oostelijk Ecuador en noordoostelijk Peru.
- S. m. moesta: oostelijk Colombia.
- S. m. obscura: zuidoostelijk Colombia.

## Status
De grootte van de populatie is niet gekwantificeerd maar de soort wordt omschreven als schaars tot plaatselijk vrij algemeen. Op de Rode lijst van de IUCN heeft deze soort de status niet bedreigd.